# Lee Bo-ra
Lee Bo-ra (Koreaans: 이보라) (Chuncheon, 16 augustus 1986) is een Zuid-Koreaanse oud-langebaanschaatsster.

## Biografie
Lee nam deel aan de Olympische Winterspelen van 2006 in Turijn en reed daar zowel de 500 als de 1000 meter, op de 500 meter werd ze 25e van de 29 deelneemster en op de 1000 meter eindigde ze als voorlaatste. En Lee was ook aanwezig bij de Olympische Winterspelen van 2010, maar in Vancouver reed ze alleen de 500 meter. Over het klassement van twee 500 meters eindigde ze alweer als 25e, maar nu van de 35 deelneemsters. Over de Winterspelen van 2018 in Pyeongchang zei Lee te hopen dat de gezamenlijke deelname als één Korea met één vlag zal bijdragen aan betere verhoudingen tussen de landen.
Lee nam al sinds haar debuut in het World Cup circuit in het seizoen 2005/2006 in Salt Lake City diverse malen mee aan de World Cup wedstrijden. Haar beste prestatie hierbij was op 13 november 2010 in Thialf, toen eindigde ze als 8e in de A-groep.
Ook nam ze op haar eigen continent al tweemaal deel aan de Aziatische Winterspelen, de eerste keer waren de Aziatische Winterspelen van 2007. Daarbij nam ze deel aan de 100 en 500 meter. Op die eerste afstand eindigde ze als 10e en op de 500 meter werd ze 11e. In 2011 reed ze alleen de 500 meter en deed dat beter dan vier jaar terug, want ze eindigde als 7e.
Ze heeft viermaal deel genomen aan de Wereldkampioenschappen sprint, vanaf 2008 elk jaar. Haar beste prestatie bij dit kampioenschap is de 16e plaats, dit bereikte zowel in 2009 als in 2011.

## Persoonlijke records
| Afstand    | Tijd    | Datum             | Baan           |
| ---------- | ------- | ----------------- | -------------- |
| 500 meter  | 38,18   | 15 november 2013  | Salt Lake City |
| 1000 meter | 1.16,80 | 11 november 2007  | Salt Lake City |
| 1500 meter | 2.02,07 | 20 september 2008 | Calgary        |
| 3000 meter | 4.25,79 | 14 november 1999  | Calgary        |
| 5000 meter | 7.59,29 | 21 december 2004  | Seoul          |

## Resultaten
| Jaar | CK Azië         | WK sprint            | WK afstanden        | Olympische Spelen  | Aziatische Spelen  | Wereldbeker                           | WK junioren                            |
| ---- | --------------- | -------------------- | ------------------- | ------------------ | ------------------ | ------------------------------------- | -------------------------------------- |
| 2002 |                 |                      |                     |                    |                    |                                       | NC19 · (15, 27, 13, -) · achtervolging |
| 2003 |                 |                      |                     |                    |                    |                                       |                                        |
| 2004 | 7e (8, 9, 9, 7) |                      |                     |                    |                    | 19e (22, 23, 18, 20) 6e achtervolging |                                        |
| 2005 |                 |                      |                     |                    |                    |                                       |                                        |
| 2006 |                 |                      |                     | 25e 500m 34e 1000m |                    |                                       |                                        |
| 2007 |                 |                      |                     |                    | 11e 100m 11e 500m  |                                       |                                        |
| 2008 |                 | 19e (16, 23, 15, 20) | 24e 1000m           |                    | 20e 500m 34e 1000m |                                       |                                        |
| 2009 |                 | 16e (11, 19, 14, 15) | DNF1 500m 22e 1000m | 16e 500m 26e 1000m |                    |                                       |                                        |
| 2010 |                 | 18e (15, 22, 13, 22) |                     | 26e 500m           | 37e 500m           |                                       |                                        |
| 2011 |                 | 16e (15, 23, 11, 16) | 20e 500m            |                    | 7e 500m            | 13e 500m 29e 1000m                    |                                        |
| 2012 |                 |                      |                     |                    | 36e 500m           |                                       |                                        |
|      |                 |                      |                     |                    |                    |                                       |                                        |
| 2014 |                 |                      |                     | 20e 500m 35e 1000m | 24e 500m 46e 1000m |                                       |                                        |
| 2015 |                 |                      | 23e 500m            |                    | 29e 500m 50e 1000m |                                       |                                        |

- = geen deelname
DNF# = niet gefinisht voor de #e afstand
NC# = niet gekwalificeerd voor de laatste afstand, maar wel als # geklasseerd in de eindrangschikking
(#, #, #, #) = afstandspositie op sprinttoernooi (500m, 1000m, 500m, 1000m), op allroundtoernooi (500m, 3000m, 1500m, 5000m) of op juniorentoernooi (500m, 1500m, 1000m, 3000m).